# Comunidad Andina
La Comunidad Andina (CAN) entró en vigor con la firma del Acuerdo de Cartagena el 26 de mayo de 1969 y fue conocida hasta el 1996 como Pacto Andino o Grupo Andino. Es un organismo internacional de carácter económico, nacido para alcanzar un desarrollo integral, equilibrado y autónomo de los países y los pueblos andinos. Está compuesta por cuatro Estados andinos: Bolivia, Colombia, Ecuador y Perú.
El Proceso Andino de Integración cuenta con órganos e instituciones que forman parte del Sistema Andino de Integración (SAI). La sede de la Secretaría General se encuentra en Lima, Perú, y la sede del Parlamento Andino en Bogotá, Colombia.
La Comunidad Andina agrupa a casi 109 millones de habitantes,en una superficie de 3 798 000 kilómetros cuadrados, cuyo producto interno bruto nominal se estima ascendería en el 2018 a 706 903 millones de dólares.

## Símbolos

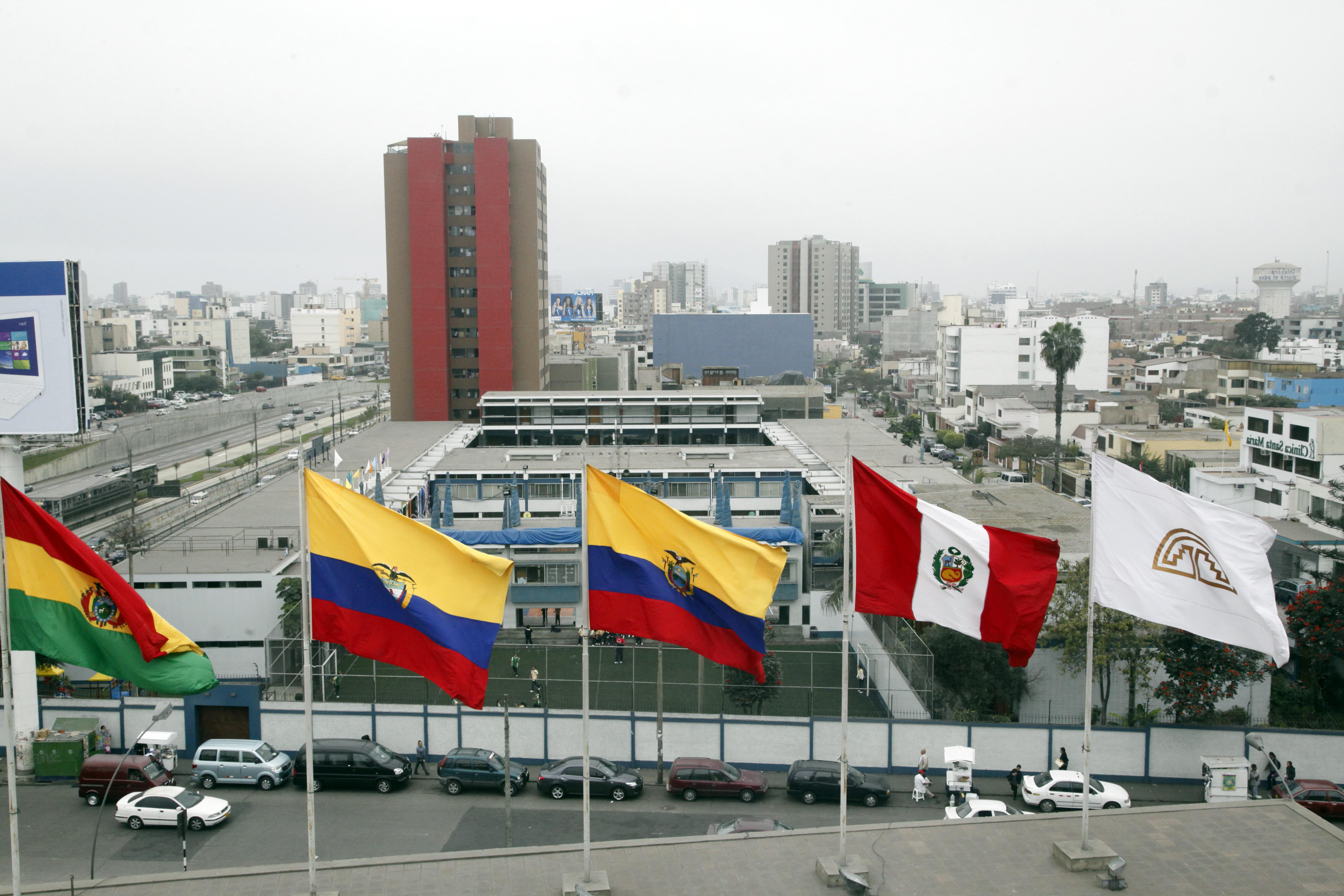
Bandera de la Comunidad Andina junto con las banderas de los estados miembros.

- El Emblema de la Comunidad Andina  fue adoptado a inicios del Proceso Andino de Integración. Está compuesto de cinco elementos: 
  1. Un semicírculo que representa el arco iris, antiguo símbolo de alianza y paz que entre las poblaciones indígenas de los Andes fue siempre el signo de la fertilidad.
  2. Dos columnas que representan los "andenes", takanas o terrazas construidas para hacer posible el cultivo de la tierra. Es la representación gráfica del control vertical de un máximo de pisos ecológicos, propio de las culturas andinas.
  3. Un canal que expresa el justo medio, el centro, la guía. No es la separación sino el puente, la transición, la mediación, el equilibrio, el espacio de la reciprocidad. También es el camino por donde se tiene que ir. Es el Qhapaq Ñan o camino que siguen las civilizaciones.
  4. Un solo trazo o línea que representa la armonía, la unidad inseparable de la dualidad y de la diversidad.
  5. El color dorado de la figura tiene como significado el proceso de conocimiento, el amanecer, la acción de iluminar, como el sol.Este emblema "es algo más que una simple figura geométrica de limpias y elegantes líneas". Tanto la interpretación de sus creadores como las posteriores, basadas en la cosmovisión andina, nos muestran que, efectivamente, el símbolo de la CAN es una expresión de la identidad andina amazónica y su significado está cargado de las múltiples raíces culturales.
- La Bandera de la Comunidad Andina se izó por primera vez en el patio de honor de la sede de la Secretaría General de la Comunidad Andina. Desde entonces, su uso ha acompañado los principales actos del proceso andino de integración y las reuniones del Consejo Presidencial Andino. El color de la bandera es el blanco que representa la paz, la armonía y la unidad en la diversidad. El emblema de la CAN figura inserto en el lugar central y aporta, con su color dorado, la fortaleza de los ideales en que se inspira el proceso de integración.
- El Día de la Integración Andina se celebra cada 26 de mayo, en conmemoración de la suscripción del Acuerdo de Cartagena en el año 1969.[8]

## Antecedentes históricos
Desde la época precolombina ha habido intentos de unificar las zonas de la cordillera. Así, el Imperio inca lograría hasta cierto punto unificar gran parte de la zona andina sudamericana, si bien lo lograría finalmente el Imperio español en 1533.  
Posteriormente, nuevos intentos para lograr una nueva unión andina vendrían a partir de las épocas independentistas. Simón Bolívar intentaría la creación de un Estado único con los dominios españoles de la zona para crear, así, la Gran Colombia a partir de la unificación de los firmantes del Congreso de Panamá, tales como Venezuela, Ecuador y Nueva Granada (actuales Colombia y Panamá). Sin embargo, el nuevo país se disolvió a inicios de los años de 1830 tras la muerte de Bolívar debido a las diferencias políticas que existían entre los partidarios del federalismo y los del centralismo, así como por las tensiones regionales entre los pueblos que integraban la república.
En 1836, tras el pacto entre el presidente peruano Luis José de Orbegoso y el presidente boliviano Andrés de Santa Cruz, se crearía la Confederación Perú-Boliviana, otro intento de unión de naciones andinas hasta ser disuelta tras su derrota en la guerra de la confederación en 1839.

## Historia
- La Comunidad Andina es creada en 1969 con el Acuerdo de Cartagena con Bolivia, Chile, Colombia, Ecuador y Perú.
- En 1973 Venezuela se une al Pacto Andino.
- En 1976, Augusto Pinochet anuncia el retiro de Chile del Pacto Andino aduciendo incompatibilidades económicas.
- En 1979, son creados, tras la firma de un tratado, el Tribunal Andino de Justicia, el Parlamento Andino y el Consejo Andino de Ministros de Relaciones Exteriores.
- En 1983, entra en funcionamiento el Tribunal Andino de Justicia.
- En 1991, los presidentes de la Comunidad aprueban la política de cielos abiertos e intensifican la integración subregional.
- En 1992, Perú suspende temporalmente su membresía debido a su agresivo programa de liberalización económica.
- En 1993, entra en funcionamiento la Zona Andina de Libre Comercio entre Bolivia, Colombia, Ecuador y Venezuela.
- En 1994, se aprueba el Arancel Externo Común.
- En 1996 los presidentes de Bolivia, Colombia, Ecuador, Perú, el representante personal del presidente de Venezuela, y el presidente de Panamá, en calidad de observador, reunidos en la ciudad de Trujillo, adoptaron el Protocolo Modificatorio del Acuerdo de Integración Subregional Andino (Acuerdo de Cartagena), con el que se cambia de nombre a Comunidad Andina y se crea el Sistema Andino de Integración.[12]
- En 1997, se logra un acuerdo con Perú para la incorporación gradual de ese país a la Zona Andina de Libre Comercio.
- En 2005, se incorporaron los países del Mercosur como miembros asociados, y recíprocamente los países de la Comunidad Andina se incorporaron al Mercosur en igual calidad.
- El 19 de abril de 2006, el presidente de Venezuela, Hugo Chávez, anuncia el retiro de Venezuela de la Comunidad Andina. El argumento de su retiro fueron los TLC suscritos por Perú y Colombia con los Estados Unidos, considerando a la misma Comunidad como una entidad "muerta".[13]
- El 20 de septiembre de 2006, el Consejo Andino de Cancilleres, reunido en Nueva York, aprueba la reincorporación de Chile a la CAN como miembro asociado.
- En octubre de 2011, España se une a la CAN como observador.
- En 7 de diciembre de 2012, Bolivia fue aceptada por los países del Mercosur para iniciar los protocolos de incorporación para lograr la plena adhesión a Mercosur en cuestión de 4 años.
- En 2022, se inicia la eliminación de los cargos de 'roaming' internacional en la telefonía móvil desde el 1 de enero dentro de la Comunidad Andina.[14]

## Miembros de la Comunidad Andina

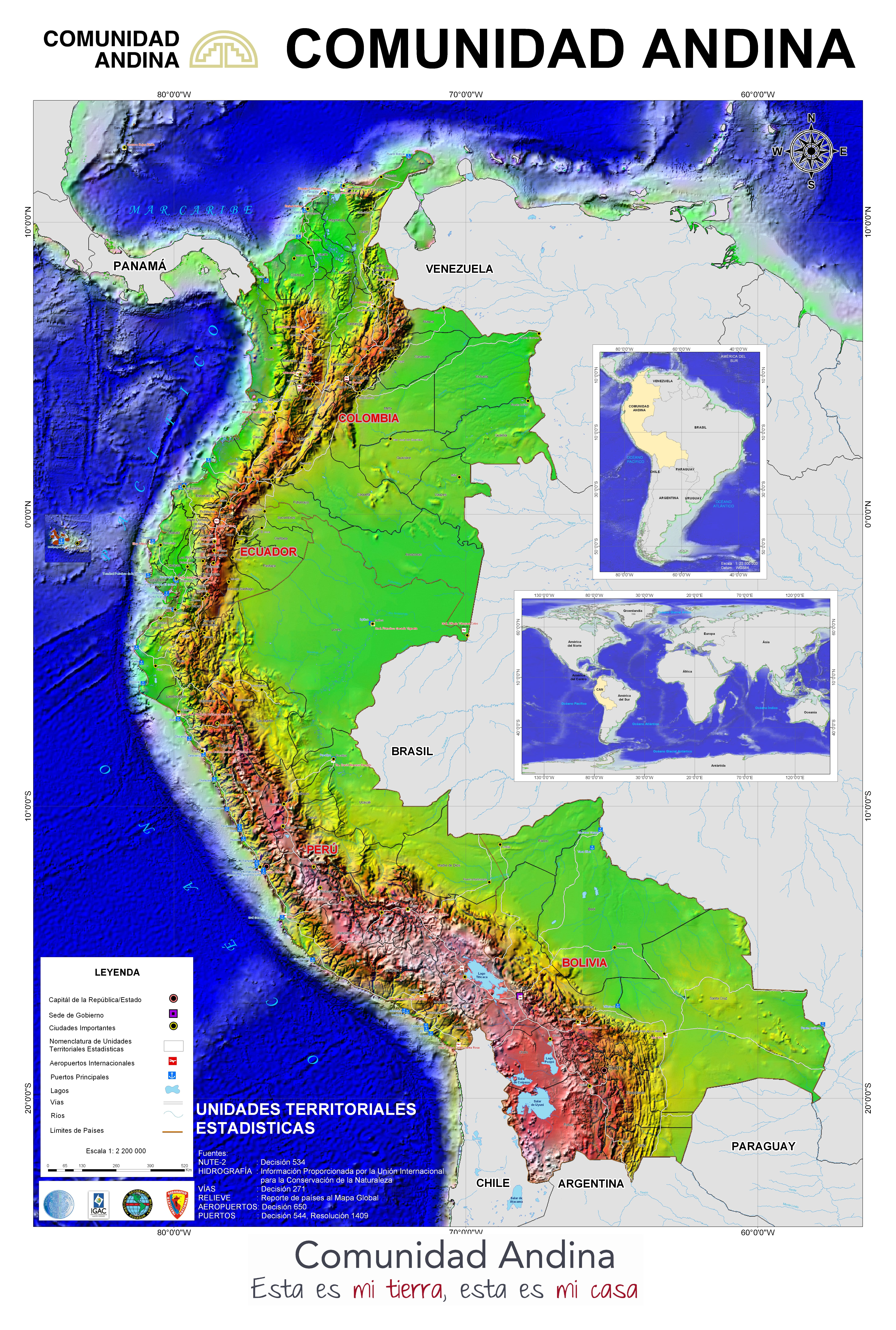
Mapa oficial de la Comunidad Andina.

Venezuela fue miembro pleno desde el 1973 hasta el 2006.
Chile originalmente fue miembro entre 1969-1976, pero se retiró durante la dictadura militar de Augusto Pinochet debido a incompatibilidades entre la política económica liberal del régimen de ese país y las políticas de integración de la CAN.
Chile fue posteriormente admitido como miembro observador en 2004 y como miembro asociado el 21 de septiembre de 2006. Esta incorporación se produjo en el marco de la reunión del Consejo Andino de Cancilleres en Nueva York, con motivo de la Asamblea General de la ONU, al aprobarse una norma comunitaria (Decisión 645) que le otorgó la condición de país miembro asociado con los demás países. Sin embargo, ello no supone el reingreso de Chile a la CAN.

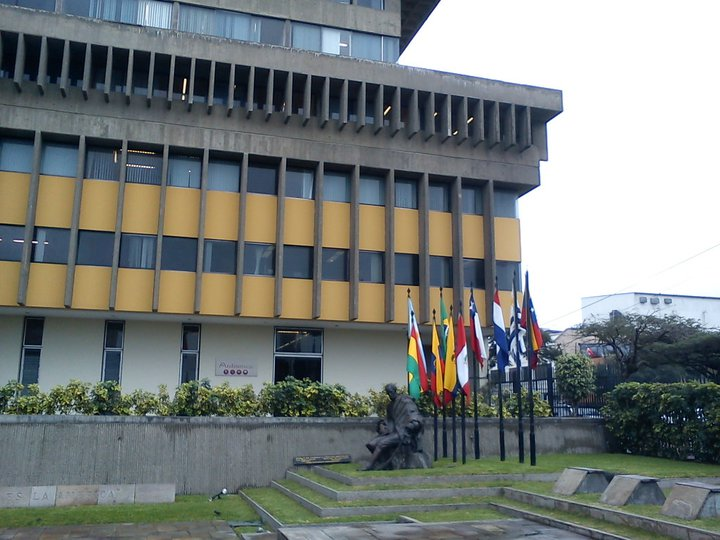
Sede de la Secretaría de la Comunidad Andina, Lima.

| Estados miembros                       |
| -------------------------------------- |
| Estado Plurinacional de Bolivia (1969) |
| República de Colombia (1969)           |
| República del Ecuador (1969)           |
| República del Perú (1969)              |

| Estados asociados                                                                                 |
| ------------------------------------------------------------------------------------------------- |
| República Argentina (2005)                                                                        |
| República Federativa de Brasil (2005)                                                             |
| República del Paraguay (2005)                                                                     |
| República Oriental del Uruguay (2005)                                                             |
| República de Chile (Estado miembro 1969-1976, observador 2004-2006, miembro asociado desde 2006). |

| Estados observadores        |
| --------------------------- |
| Reino de España (2011)      |
| Reino de Marruecos (2020)   |
| República de Turquía (2022) |
| República Helénica (2023)   |
| Panamá (2023)               |
| República Dominicana (2024) |

| La República Bolivariana de Venezuela ingresó a la CAN en 1973. Se retiró en 2006 de la Comunidad como protesta a los futuros TLC que firmarían Colombia y Perú con Estados Unidos. |

## Geografía

Zonas Económicas Exclusivas de los Estados miembros de la CAN. Considerándolas, la superficie total en conjunto de la CAN alcanza los 6 573 757 km².

La países miembros ocupan aproximadamente la cuarta parte del continente sudamericano teniendo costas en los dos océanos, el Pacífico y el Atlántico; su ubicación si dividimos el continente en cuadrantes sería la del primero, es decir en el lado izquierdo superior.
La geografía de los países miembros de la Comunidad Andina es diversificada, con zonas áridas semi áridas, montañosas, de planicie tropical, subtropical y templado siendo un factor determinante en su geografía la Cordillera de los Andes.

### Biodiversidad
Debido a su gran dimensión bañada por dos océanos y ser parte de la Cuenca del río Amazonas además de estar dominada por los Andes la diversidad silvestre es muy diversa, los cuatro países de la Comunidad Andina de Naciones (CAN) tienen el 25 por ciento de la biodiversidad de todo el planeta. Entre la diversa variedad de flora y fauna en los territorios que comprenden los países miembros podemos encontrar:

### Clima
El clima en los países miembros varía según la altitud y la latitud de la zona, pero podríamos decir que es predominantemente tropical, también posee un clima subtropical en las costas central y sur del Pacífico, debido en parte a la influencia de la corriente de Humboldt que proviene de los mares de la Antártida, el clima frío o de montaña generalmente se da a lo largo de la Cordillera de los Andes y en los altiplanos como en la Meseta del Collao. y la  Pampa de Junín.

## Demografía
La población de la CAN alcanzó los 115 millones de habitantes en el 2022, siendo 50,7% son mujeres y el 49,3% hombres.
La distribución de la población en la Comunidad Andina es muy desigual. La concentración de la población se da en las zonas andinas en el caso de Colombia, Ecuador  y Bolivia, y en la zona costeras de Perú. La selva de los cuatro países son las que tienen menos densidad de población.

### Etnografía
La población de la Comunidad Andina está conformado por la mezcla de diversos grupos humanos: amerindios, europeos, africanos y una mínima parte de asiáticos.
| País                         | Mestizos y blancos | Indígenas | Afrodescendientes | Otros |
| ---------------------------- | ------------------ | --------- | ----------------- | ----- |
| Bolivia                      | 73 %               | 22 %      | 1 %               | 4 %   |
| Colombia                     | 87,6 %             | 4,3 %     | 6,8 %             | 1,4 % |
| Ecuador                      | 78 %               | 7 %       | 7,2 %             | 7,8 % |
| Perú                         | 66,1 %             | 25,8 %    | 3,6 %             | 4,5 % |
| Fuente: - The World Factbook |                    |           |                   |       |

| País | Mestizos | Indígenas | Blancos | Mulatos | Negros | Asiáticos | Otros |
| --- | -------- | --------- | ------- | ------- | ------ | --------- | ----- |
| Bolivia | 28 %     | 55 %      | 15 %    | 2 %     | -      | -         | -     |
| Colombia | 53,2 %   | 1,8 %     | 20 %    | 21 %    | 3,9 %  | -         | 0,1 % |
| Ecuador | 41 %     | 39 %      | 9,9 %   | 5 %     | 5 %    | 0,1 %     | -     |
| Perú | 32 %     | 45,5 %    | 12 %    | 9,7 %   | -      | 0,8 %     | -     |
| Fuente: - Composición Étnica de las Tres Áreas Culturales del Continente Americano al Comienzo del Siglo XXI |          |           |         |         |        |           |       |

## Administración interna

### Sistema Andino de Integración (SAI)
Tiene como finalidad permitir una coordinación efectiva entre sí, tanto económicamente como en el aspecto político y social.
Sus principales organismos son:

#### Organizaciones intergubernamentales

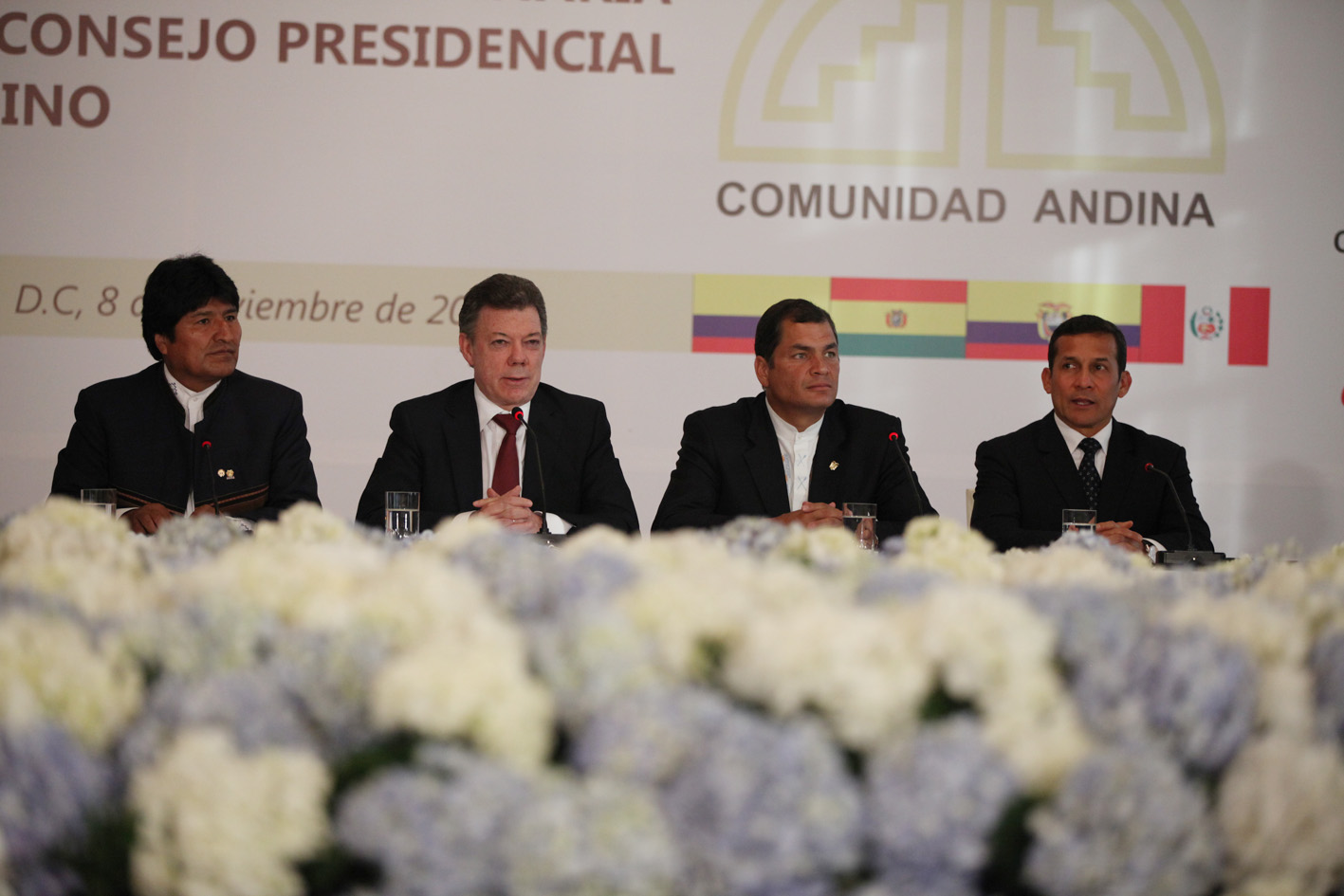
Reunión extraordinaria del Consejo Presidencial Andino.

- Consejo Presidencial Andino (Máxima reunión de los jefes de Estado). Creado en 1991.

El Consejo Presidencial Andino es el máximo órgano del Sistema Andino de Integración y está conformado por los jefes de Estado de los países miembros del Acuerdo de Cartagena. Emite directrices que deben ser ejecutadas por el resto de instituciones y órganos. Funciona como órgano intergubernamental orientado a coordinar las diversas voluntades de cada uno de los Estados miembros. Se reúne de forma ordinaria una vez al año.
Son funciones del Consejo Presidencial definir la política de integración, orientar acciones en asuntos de interés de la subregión, evaluar el desarrollo de la integración, emitir pronunciamientos y examinar todas las cuestiones y asuntos relativos a la integración.
- Consejo Andino de Ministros de Relaciones Exteriores

El Consejo Andino de Ministros de Relaciones Exteriores está conformado por los Ministros de Relaciones Exteriores de cada uno de los países miembros, por lo que funciona como órgano de tipo intergubernamental o de coordinación.
Tiene competencias en materia de relaciones exteriores, tanto en la coordinación de las políticas exteriores de cada miembro que afecten a la subregión como en la propia política exterior de la organización internacional como sujeto de derecho internacional. Otros órganos como la Comisión de la Comunidad Andina, tienen también atribuidas competencias en materia de política exterior para sus respectivas áreas.
Son funciones del Consejo Andino de Ministros de Relaciones Exteriores formular la política exterior de los países miembros en los asuntos que sean de interés subregional, dar cumplimiento a las directrices del Consejo en materia exterior, suscribir acuerdos con países u organizaciones terceras, coordinar la posición conjunta de los países miembros en foros y negociaciones internacionales y representar a la Comunidad Andina en los asuntos y actos de interés común.
- Comisión de la Comunidad Andina

La Comisión es el órgano más detenidamente regulado en el Tratado Constitutivo de la Comunidad Andina, el Acuerdo de Cartagena. Está formado por representante plenipotenciarios nombrados por los gobiernos de cada uno de los países miembros. Sus funciones están todas relacionadas con el objetivo de libre mercado dentro de la subregión andina. A diferencia de los órganos anteriores, en la comisión los asuntos se deciden por mayoría absoluta de sus miembros, y no de unanimidad. Este mecanismo ofrece una flexibilidad mayor para alcanzar resoluciones importantes sin el bloqueo de alguno de los miembros. Dado que son solo cuatro los países que forman la Comunidad Andina al menos tres de ellos deben estar de acuerdo para sacar una decisión de la Comisión adelante.
La Comisión se reúne tres veces al año y su asistencia está considerada como obligatoria (art. 24 Acuerdo de Cartagena).

#### Organizaciones comunitarias
- Secretaría General de la CAN: su sede se encuentra en Lima (Perú) y está a cargo de un secretario general. Fue creada en agosto de 1997 como órgano ejecutivo y técnico. Tiene mayores atribuciones que la Junta del Acuerdo de Cartagena, que funcionó entre 1969 y 1997.

- Tribunal de Justicia de la Comunidad Andina, se ubica en Quito (Ecuador) y es un órgano jurisdiccional. Fue creado en 1996 y entró en funciones en 1999. Se reformó en el 2001.

- Parlamento Andino: su sede se sitúa en Bogotá (Colombia) y es el órgano deliberante y de control político de la comunidad, carece de poder legislativo. Fue creado el 25 de octubre de 1979. Desde abril de 1997, es un organismo deliberante.

El Parlamento Andino está formado por parlamentarios nacionales de cada uno de los países miembros, de modo que son elegidos de forma indirecta. El Parlamento tiene funciones de tipo consultivo más que legislativas, por lo que tiene un poder limitado dentro de la Comunidad Andina.
- CAF-Banco de Desarrollo de América Latina.
- Fondo Latinoamericano de Reservas.
- Universidad Andina Simón Bolívar.
- Organismo Andino de Salud.

#### Instancias de participación de la sociedad civil
Otros organismos dentro del SAI incluyen:
- Consejo Consultivo Laboral Andino.
- Consejo Consultivo Empresarial Andino.
- Consejo Consultivo de Pueblos Indígenas.
- Consejo Consultivo Andino de Autoridades Municipales.

## Economía
Los principales destinos de las exportaciones de la Comunidad Andina en el 2023 fue China con 19,7 %, Estados Unidos con el 19,5 %, la Unión Europea con 11,9 %, Panamá con 6,3 % y el comercio intracomunitario con un 6,1 %. Asimismo, los principales proveedores del bloque fueron Estados Unidos con 22,7 %, China con el 22,4 %, la Unión Europea con el 13,1 %,  Brasil el 6,9 % y el comercio interno con el 6,4 %.

### Libre circulación de mercancías
Uno de los principales logros de la CAN en el ámbito comercial es la libre circulación de las mercancías de origen andino en el mercado ampliado. Bolivia, Colombia, Ecuador y Perú forman en la actualidad una zona de libre comercio, es decir, un espacio en el que sus productos circulan libremente sin pagar tributos arancelarios de ningún tipo.

## Tránsito

### Libre tránsito de personas
En 1999, por Decisión 459, se estableció la libre circulación de personas y bienes. Desde el 2003, los ciudadanos de los cuatro países de la Comunidad Andina pueden ingresar sin pasaporte a cualquiera de ellos, con la sola presentación de su respectivo documento de identidad y, tras pasar un control fronterizo, pueden exigir la tarjeta andina de migración.

### Tarjeta andina de migración
La tarjeta andina es el único documento obligatorio para el control migratorio en los países miembros. La tarjeta fue aprobada en la Decisión 397 y se requiere para acreditar la entrada y salida de un país en el que la persona no tenga la nacionalidad. Para obtener esta acreditación, es necesario solicitarla en una oficina de control migratorio o a través de la web.

### Pasaporte Andino
El Pasaporte Andino fue creado por medio de la Decisión 504 en julio de 2001. Permite a los ciudadanos de los países miembros transitar libremente en el espacio de los territorios de dichos países. La Decisión 504 dispone que su expedición se base en un modelo uniforme que contenga características mínimas armonizadas en cuanto a nomenclatura y a elementos de seguridad. El documento es actualmente expedido por Ecuador, Perú y Bolivia. Colombia sí llegó a adoptar el pasaporte andino, pero en el pasaporte no aparece la leyenda "Comunidad Andina", como es en el caso de los pasaportes de Ecuador, Perú y Bolivia. Venezuela también llegó a expedir el Pasaporte Andino hasta 2006, año en el que se desincorporó de la Comunidad Andina. Por esto, existen aún ciudadanos venezolanos que poseen un pasaporte de dicho modelo, los cuales continúan siendo válidos hasta su respectiva fecha de expiración.

## Indicadores
| País     | Área (km²) 2015 | Población 2021 | PIB (PPP) 2019 | PIB (PPA) per cápita 2019 | Coeficiente de Gini 2019 | Índice de desarrollo humano 2019 | Índice de Estados frágiles 2021 | Índice del Estado de Derecho 2021 | Índice de percepción de corrupción 2021 | Índice de libertad económica 2022 | Índice de paz global 2021 | Índice de libertad de prensa 2021 | Índice de democracia 2021 |
| -------- | --------------- | -------------- | -------------- | ------------------------- | ------------------------ | -------------------------------- | ------------------------------- | --------------------------------- | --------------------------------------- | --------------------------------- | ------------------------- | --------------------------------- | ------------------------- |
| Bolivia  | 1 098 581       | 11 633 371     | 104 694        | 9064                      | 41.6                     | 0.718                            | 74.9                            | 0.38                              | 30                                      | 43.0                              | 2.140                     | 35.47                             | 4.65                      |
| Colombia | 1 141 748       | 51 049 498     | 772 967        | 15 344                    | 51.3                     | 0.767                            | 79.3                            | 0.50                              | 39                                      | 65.1                              | 2.694                     | 43.74                             | 6.48                      |
| Ecuador  | 256 370         | 17 803 339     | 205 903        | 11 923                    | 45.7                     | 0.759                            | 71.2                            | 0.48                              | 36                                      | 54.3                              | 2.044                     | 32.83                             | 5.71                      |
| Perú     | 1 285 216       | 33 400 410     | 441 976        | 13 327                    | 41.5                     | 0.777                            | 71.4                            | 0.49                              | 36                                      | 66.5                              | 2.034                     | 31.71                             | 6.09                      |

|  | Cuartil más alto |  | Segundo cuartil |  | Tercer cuartil |  | Cuartil más bajo |

## Miembros y Secretarios Generales de la Comunidad Andina
Miembros de la Comunidad Andina
- Felipe Salazar Santos 15-12-69 al 31-03-76
- Germánico Salgado Peñaherrera 15-12-69 al 31-03-76
- Salvador Lluch Soler 15-12-69 al 31-03-76
- Luis Barandiarán Pagador 01-04-76 al 31-05-79
- Jesús Alberto Fernández Jiménez 01-04-76 al 31-05-79
- Rafael García Velazco 01-04-76 al 31-05-79
- José de la Puente Radbill 01-06-79 al 30-06-82
- Washington Herrera Parra 01-06-79 al 30-06-82
- Pedro Carmona Estanga 01-06-79 al 31-08-85
- Edgar Millares Reyes 01-07-82 al 17-11-82
- Edgar Moncayo Jiménez 01-07-82 al 31-08-85
- Edgar Camacho Omiste 17-11-82 al 10-01-85
- José Guillermo Justiniano Sandoval 01-09-85 al 05-08-87
- Jaime Salazar Montoya 01-09-85 al 30-11-88
- Pedro Luis Echevarría Monagas 01-09-85 al 28-02-89
- Fernando Gutiérrez Zalles 03-08-87 al 02-08-90
- Fernando Sanz Manrique 01-12-88 al 31-03-92
- Iván Gabaldon Márquez 27-03-89 al 26-03-95
- Manuel José Cárdenas 17-01-90 al 31-12-93
- José Rafael Serrano Herrera 17-10-90 al 31-12-93
- Bruno Faidutti Navarrete 08-06-94 al 07-06-97
- Rodrigo Arcaya Smith 29-03-96 al 31-07-97
- Jaime Córdova Zuloaga 15-05-95 al 31-07-97

Secretarios Generales de la Comunidad Andina
- Sebastián Alegrett (1997-2002)
- Guillermo Fernández de Soto (2002-2004)
- Allan Wagner Tizón (2004-2006)
- Alfredo Fuentes Hernández (2006- 2007)
- Freddy Ehlers (2007-2010)[43]
- Adalid Contreras Baspineiro (7 de mayo de 2010-febrero de 2013)[44]
- Pablo Guzmán Laugier (2013-2016)[45]
- Walker San Miguel Rodríguez (2016-2018)[46]
- Luz Marina Monroy Acevedo (2018)[47]
- Héctor Quintero Arredondo (2018-2019)[48]
- Jorge Pedraza (2019-2023)[49]
- Gonzalo Gutiérrez Reinel (desde 2023)[50]